# 放課後オレンジ
『放課後オレンジ』（ほうかごオレンジ）は、くまがい杏子による日本の漫画作品。『少女コミック』（小学館）にて、2007年17号から2008年20号まで連載された。中学の陸上部を舞台にして、恋愛模様を描いた作品。

## 登場人物
三浦 翼（みうら よく）
中学2年生。151センチの超チビっ子だが誰よりも高く飛ぶ天才ジャンパー。まだ1年の時に夏美の兄である桜井亮により部長に抜擢された。短距離選手ではないが100メートルのタイムは11″13と俊足。新聞配達のアルバイトをしている。夏美が好きだと自覚した。全中前に「全中で優勝したらおまえを抱いてもいいか？」と夏美にいった。種目は走り高跳び。恋愛には疎い。全中でトップを目指している。
桜井 夏美（さくらい なつみ）
身長170センチの中学1年生。最初は陸上部部長である三浦翼に反発していたが、彼のハイジャンプをみて一目惚れした。足はそこまで速くないものの何事にも一生懸命で部活では走りすぎて倒れたこともある。種目は短距離。
甲斐 滉士（かい こうし）
中学3年生。身長178センチと長身。自分ではなく翼が部長に選ばれた事に対し怒り部活をやめたが、翼の説得により自分が部長になるという条件付きで戻ってきた。（実際に部活では一人で叫んでいるだけで無視されたので部長にはなれていない）夏美に好意を抱いており、夏美がロン毛の男はだめと言われた次の日に髪を切った。種目は短距離と走り高跳び。
桜井 亮（さくらい りょう）
高校1年生で夏美の兄。テレビで特集を組まれるほどの天才ジャンパー。妹思いで夏美が翼を好きなことを知っている。翼の事を天才だと思っており、20年間破られていない全中の中学生記録を翼が抜くと断言している。
市川綾香（いちかわ あやか）
陸上部に唯一残った3年生。選手ではなくマネージャー。翼の弁当を作るなどしており、翼の事をよく知っている人物。翼と同居している。

## 書誌情報
- くまがい杏子『放課後オレンジ』小学館〈フラワーコミックス〉、全5巻
  1. 2007年11月26日発売[5]、ISBN 978-4-09-131356-0
  2. 2008年2月26日発売[5]、、ISBN 978-4-09-131548-9
  3. 2008年5月26日発売[5]、ISBN 978-4-09-131599-1
  4. 2008年9月26日発売[5]、ISBN 978-4-09-131850-3
  5. 2008年12月24日発売[5]、ISBN 978-4-09-132119-0